# Dieter Sturma
Dieter Sturma (* 25. März 1953 in Minden) ist ein deutscher Philosoph.
Sturma war von 2007 bis 2022 Professor für Philosophie unter besonderer Berücksichtigung der Ethik in den Biowissenschaften an der Universität Bonn. Zugleich war er bis zu seiner Pensionierung und Emeritierung im Jahre 2022 Direktor des an der Universität Bonn angesiedelten Instituts für Wissenschaft und Ethik (IWE), des Deutschen Referenzzentrums für Ethik in den Biowissenschaften (DRZE) der Universität Bonn und der Nordrhein-Westfälischen Akademie der Wissenschaften in Düsseldorf sowie des Institutsbereichs für Ethik in den Neurowissenschaften (INM-8) am Institut für Neurowissenschaften und Medizin des Forschungszentrums Jülich.

## Akademischer Werdegang
- 1974–1980 Studium der Philosophie, Germanistik und Geschichte in Hannover und Göttingen
- 1981–1984 Stipendiat der Studienstiftung des deutschen Volkes (Promotion)
- 1984–1985 Referendariat und Mitarbeiter der Universität Hannover
- 1986–1997 Hochschulassistent, Akademischer Rat und Privatdozent an der Universität Lüneburg
- 1998–2007 Ordentlicher Professor an der Universität Essen
- 2007–2022 Ordentlicher Professor an der Universität Bonn

Gastprofessuren und Gastdozenturen
- 1985–1994 Universität Hannover
- 1989 Colorado College/USA
- 1994 University of Notre Dame/USA
- 1996 und 1997 Universität Kiel, Humboldt-Universität zu Berlin

## Forschungsschwerpunkte
Zentrale Themen seiner Forschung sind Philosophische Anthropologie, Philosophie des Geistes, Philosophie der Person und die Philosophie der Freiheit. Seine Fragestellungen sind größtenteils der Disziplin der Ethik zuzuordnen, insbesondere der Angewandten Ethik. In den Forschungen zur Philosophiegeschichte fokussiert sich Sturma besonders auf den Humanismus, die englische und französische Philosophie des 18. Jahrhunderts, die klassische deutsche Philosophie sowie die Philosophie des 20. Jahrhunderts. Sein Lehrstuhl ist mit derzeit zehn Mitarbeitern der personell am stärksten besetzte Lehrstuhl des Instituts für Philosophie an der Universität Bonn.

## Buchpublikationen
- Kant über Selbstbewusstsein: Zum Zusammenhang von Erkenntniskritik und Theorie des Selbstbewusstseins. Olms 1985 ISBN 978-3487077185.
- Philosophie der Person. Die Selbstverhältnisse von Subjektivität und Moralität. Mentis, Paderborn 2. Aufl. 2008, ISBN 978-3897856660.
- Jean-Jacques Rousseau.  C.H.Beck, München 2001, ISBN 978-3406419492.
- Philosophie des Geistes: Grundwissen Philosophie Reclam, Leipzig 2011, ISBN 978-3150201220.

Herausgeberschaften
- (1991) Kultur und Kulturwissenschaft. Kultur – Medien – Kommunikation. Lüneburger Beiträge zur Kulturwissenschaft. Lüneburg
- (1995) mit Karl Ameriks: The Modern Subject. Conceptions of the Self in Classical German Philosophy. State University of New York Press, Albany
- (2001) mit Thomas Christaller et al.: Robotik. Perspektiven für menschliches Handeln in der zukünftigen Gesellschaft. Springer, Berlin
- (2001) Person. Philosophiegeschichte – Theoretische Philosophie – Praktische Philosophie. Mentis, Paderborn
- (2004) mit Karl Ameriks: Kants Ethik. mentis, Paderborn 2004, ISBN 978-3897853089.
- Philosophie und Neurowissenschaften. Suhrkamp, Frankfurt 2006, ISBN 978-3518293706.

Artikel in Sammelbänden
- (2007) Bildung und Menschenrechte, in: Robertson-von Trotha, Caroline Y. (Hrsg.): Kultur und Gerechtigkeit (= Kulturwissenschaft interdisziplinär/Interdisciplinary Studies on Culture and Society, Bd. 2), Baden-Baden 2007, ISBN 978-3-8329-2604-5